# Eclipsa de Lună din 8 noiembrie 2022

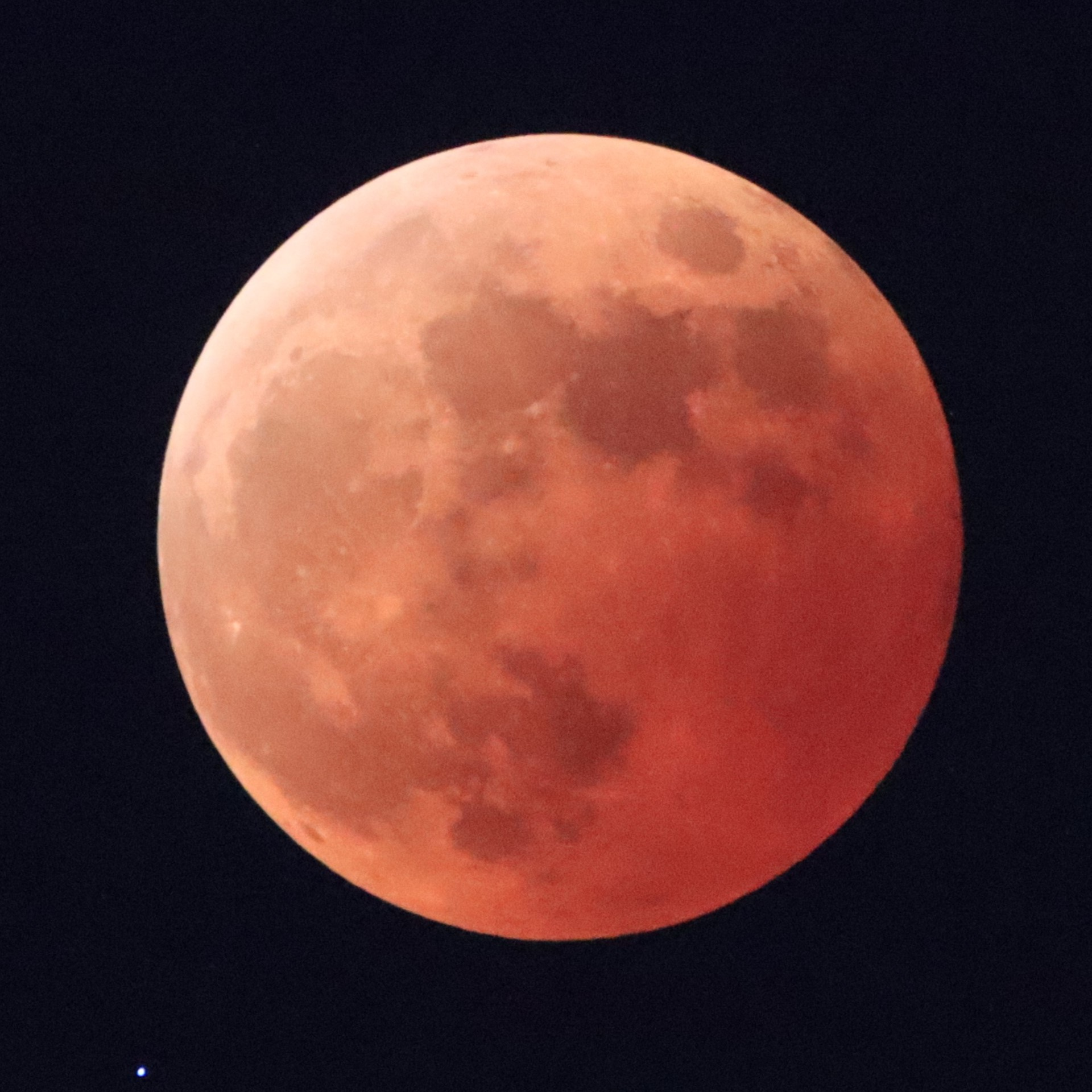
Eclipsa totală de Lună din 8 noiembrie 2022, văzută din Prefectura Aichi, din Japonia.

O eclipsă totală de Lună a avut loc pe 8 noiembrie 2022 (acum 2 ani, 136 zile). Luna a trecut prin centrul umbrei Pământului. Eclipsa producâdu-se cu doar 5,8 zile înainte de apogeu (apogeul Lunii se va produce la 14 noiembrie 2022), diametrul aparent al Lunii va fi mai mic. Este a 20-a eclipsă din seria Saros 136, cu o magnitudine de 1,359.
Următoarea eclipsă totală de Lună se va produce abia la 14 martie 2025, când satelitul natural al Pământului se va afla la apogeu.

## Vizibilitate
Eclipsa a fost vizibilă în întregime din Oceanul Pacific și din cea mai mare parte din America de Nord. A fost vizibilă la răsăritul Lunii din Australia, Asia și din extremul Nord-Est al Europei, iar la apusul Lunii din America de Sud și din Estul Americii de Nord.
|                                         |
| Harta mondială a vizibilității eclipsei |

Eclipsa nu a putut fi observată nici din România, nici din Republica Moldova.

### Eclipse din 2022
- Eclipsa parțială de Soare din 30 aprilie.
- Eclipsa totală de Lună din 16 mai.
- Eclipsa parțială de Soare din 25 octombrie.
- Eclipsa totală de Lună din 8 noiembrie.